# Benoît-Joseph Chatron
Pour les articles homonymes, voir Chatron.
Benoît-Joseph Chatron, né le 12 octobre 1822 à Lyon et mort dans cette même commune le 14 mars 1882, est un architecte français.

## Réalisations
Il réalise les bâtiments suivants :
- hospice des Petites Sœurs des Pauvres, rue de l'Enfance, à la Croix-Rousse en 1875 ;
- hospice des Petites Sœurs des Pauvres, à Rive-de-Gier en 1879 ;
- château de Machuraz en 1880 ;
- usine d'embouteillage de L'Arquebuse, à Lyon en 1880[4].

## Membre de société savante
Benoît-Joseph Chatron est admis à la société académique d'architecture de Lyon le 2 janvier 1862,
il est secrétaire adjoint (1869-70), puis trésorier (1879-80).